# USS Rhode Island (BB-17)
Pour les autres navires du même nom, voir USS Rhode Island.
L’USS Rhode Island (BB-17) est un cuirassé de l'United States Navy de classe Virginia construit à partir de 1902 au Chantier naval Fore River de Quincy près de Boston et mis en service en 1906. Il est nommé d'après l'état du Rhode Island.

### Ouvrages et monographies
- (en) Mark Albertson, U.S.S. Connecticut : Constitution State Battleship, Mustang, Tate Publishing, 2007, 127 p. (ISBN 978-1-59886-739-8 et 1-59886-739-3, lire en ligne)
- (en) Conway's All the World's Fighting Ships: 1860–1905, London, Conway Maritime Press, 1979 (ISBN 978-0-85177-133-5)
- (en) Jerry W. Jones, U.S. Battleship Operations in World War I, Annapolis, Naval Institute Press, 1998, 170 p. (ISBN 1-55750-411-3)

### Articles
- (en) « State House Online Tour - Second Floor », sur RI.gov (consulté le 8 juin 2015)

### Ressources numériques
- (en) « Rhode Island (BB-17) ii », sur Dictionary of American Naval Fighting Ships, département de la Marine, Naval History & Heritage Command (consulté le 15 juillet 2015).